# Sybra umbratica
Sybra umbratica är en skalbaggsart. Sybra umbratica ingår i släktet Sybra och familjen långhorningar.

## Underarter
Arten delas in i följande underarter:
- S. u. umbratica
- S. u. flavescens
- S. u. alorensis